# Санниково (Богородский район)
Санниково — деревня в Богородском районе Нижегородской области. Входит в состав Алешковского сельсовета. Население 18 (2010) человек

## Общая физико-географическая характеристика
Географическое положение
По автомобильным дорогам расстояние до областного центра города Нижнего Новгорода составляет 61 км, до районного центра города Богородска — 19 км. Абсолютная высота 145 метров над уровнем моря.
Часовой пояс
Санниково, как и вся Нижегородская область, находится в часовой зоне МСК (московское время). Смещение применяемого времени относительно UTC составляет +3:00.

## История
В «Списке населенных мест» Нижегородской губернии по данным за 1859 год значится как владельческая деревня при колодцах и ручьях в 14 верстах от Нижнего Новгорода. Относилась к первому стану Горбатовского уезда. В деревне насчитывалось 40 дворов и проживало 345 человек (144 мужчины и 201 женщина).

## Население
| 1999 | 2002 | 2010 |
| ---- | ---- | ---- |
| 52   | ↘36  | ↘18  |

Национальный состав
Согласно результатам переписи 2002 года, в национальной структуре населения русские составляли  100% из 36 человек.